# Шорт-трек на зимних Олимпийских играх 2014 — эстафета (женщины)
Соревнования по шорт-треку среди женщин в эстафете на зимних Олимпийских играх 2014 прошли 10 и 18 февраля. Местом проведения соревнований стал ледовый дворец спорта «Айсберг». Полуфинал соревнований начался в 15:35 по местному времени (UTC+4) 10 февраля, а 18 февраля в 14:54 состоялись финалы. В соревнованиях приняли участие 32 спортсменки из 8 стран. 

## Медалисты
| Золото                                                                           | Серебро                                                                      | Бронза                                                                        |
| Республика Корея · Кон Сан Джон · Пак Сын Хи · Сим Сок Хи · Чо Хэ Ри · Ким А Ран | Канада · Мари-Эв Дроле · Валери Мальте · Марианна Сен-Желе · Джессика Хьюитт | Италия · Мартина Вальчепина · Елена Вивиани · Лючия Перетти · Арианна Фонтана |

## Соревнование

### Полуфинал

#### Полуфинал 1
Команды, занявшие 1-2 места, проходят в финал A, остальные в финал B.
| Место | Страна           | Спортсмены                                                         | Время    | Примечание |
| ----- | ---------------- | ------------------------------------------------------------------ | -------- | ---------- |
| 1     | Республика Корея | Пак Сын Хи Сим Сок Хи Чо Хэ Ри Кон Сан Джон                        | 4:08,052 | QA         |
| 2     | Канада           | Мари-Ева Дроле Валери Мальте Марианна Сен-Желе Джессика Хьюитт     | 4:08,871 | QA         |
| 3     | Россия           | Ольга Белякова Татьяна Бородулина Софья Просвирнова Валерия Резник | 4:13,938 | QB         |
| 4     | Венгрия          | Роза Дараш Бернадетт Хейдум Андреа Кеслер Сандра Лайтош            | 4:15,473 | QB         |

#### Полуфинал 2
| Место | Страна     | Спортсмены                                                       | Время    | Примечание |
| ----- | ---------- | ---------------------------------------------------------------- | -------- | ---------- |
| 1     | Китай      | Фань Кэсинь Ли Цзяньжоу Лю Цюхун Чжоу Ян                         | 4:09,555 | QA         |
| 2     | Италия     | Мартина Вальчепина Елена Вивиани Лючия Перетти Арианна Фонтана   | 4:11,282 | QA         |
| 3     | Япония     | Аюко Ито Юи Сакаи Биба Сакураи Саюри Симидзу                     | 4:11,913 | QB         |
| –     | Нидерланды | Йорин Тер Морс Санне ван Керкхоф Яра ван Керкхоф Лара ван Рюйвен | –        | PEN        |

### Финал

#### Финал B
| Место | Страна  | Спортсмены                                                         | Время    | Примечание |
| ----- | ------- | ------------------------------------------------------------------ | -------- | ---------- |
| 1     | Россия  | Ольга Белякова Татьяна Бородулина Софья Просвирнова Валерия Резник | 4:14,862 |            |
| 2     | Япония  | Аюко Ито Юи Сакаи Биба Сакураи Саюри Симидзу                       | 4:15,253 |            |
| 3     | Венгрия | София Конья Бернадетт Хейдум Андреа Кеслер Сандра Лайтош           | 4:24,496 |            |

#### Финал A
| Место | Страна           | Спортсмены                                                     | Время    | Примечание |
| ----- | ---------------- | -------------------------------------------------------------- | -------- | ---------- |
| 1     | Республика Корея | Пак Сын Хи Сим Сок Хи Чо Хэ Ри Ким А Ран                       | 4:09,498 |            |
| 2     | Канада           | Мари-Ева Дроле Валери Мальте Марианна Сен-Желе Джессика Хьюитт | 4:10,641 |            |
| 3     | Италия           | Мартина Вальчепина Елена Вивиани Лючия Перетти Арианна Фонтана | 4:14,014 |            |
| –     | Китай            | Фань Кэсинь Ли Цзяньжоу Лю Цюхун Чжоу Ян                       | —        | PEN        |